# 夏見城
夏見城（なつみじょう）は、千葉県船橋市夏見にあった中世の日本の城。

## 概要
現在は、長福寺という寺となっている。詳細は不明だが、夏見城は船橋にある城の中で唯一、城主が明らかになっており、永禄の頃（1558～1569）には、夏見政芳が城主であったことが分かっている。政芳は地元の住民を大層慈しみ、大変人々に慕われたという。また、長福寺は政芳によって再興されたと伝わっており、永禄11年（1568年）、夏見城は近隣の豪族に攻められ、奮戦虚しく落城、政芳は一族と共に討死または、抜け穴から逃れ他国に落ちたという言い伝えが残されている。このことが、廃城の原因となったという。 

## 観光

### 所在地
千葉県船橋市夏見6丁目23